# Lactucário

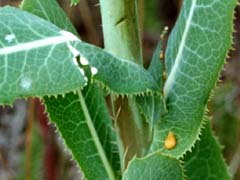
Lactucário a escorrer de um corte numa folha de Lactuca virosa

Princípios activos presentes em lactucário: (1) α-Lactucerol (=Taraxasterol); (2) β-Lactucerol (=Lactucon, Lactucerina); (3) Lactucina; (4) Lactucopicrina

Lactucário, por vezes referido na forma latinizada lactucarium, é um produto vegetal leitoso, com consistência de látex, que é secretado nas folhas e caules de diversas plantas do género Lactuca (a que pertence a alface), em especial a espécie Lactuca virosa. Lactucarium é conhecido como "ópio de alface" devido às suas propriedades como produto sedativo e analgésico.  Os utilizadores do produto reportam uma ligeira sensação de euforia, mas Lactuca virosa é venenosa e pelo menos uma fatalidade já foi atribuída ao seu uso como droga recreativa. Apesar de não ser um opiáceo, por ser uma resina, o lactucário assemelha-se fisicamente ao ópio, pois como aquele, é excretado como um fluido esbranquçado que pode ser transformado num sólido fumável.

## Descrição
As propriedades analgésicas e hipnóticas da alface são conhecidas desde a antiguidade, estando comprovado o uso de "ópio de alface" no Antigo Egito. As primeiras descrições conhecidas da sua acção anestésica e digestiva devem-se a Dioscórides, na sua De Materia Medica, a Galeno e a Columela, que  recomenda o seu uso diário. Na Europa e Médio Oriente as sementes de alface são usadas para aliviar a dor desde tempos imemoriais, estando listadas como um anestético em O Cânone da Medicina de Avicena, obra que serviu de manual no ensino médico europeu do século XI ao XVII.
Apesar da introdução de novos medicamentos, a droga continuou a ser regularmente prescrita na Europa e foi extensivamente estudada na Alemanha e Polónia durante o século XIX, considerada como uma alternativa ao uso do ópio, que embora com menor efeito psicotrópico, não apresentava os efeitos secundários indesejáveis daquela droga, sendo por isso preferível em alguns casos. Apesar dos estudos realizados, não tiveram sucesso os primeiros esforços para isolar o alcalóide activo.
O "ópio de alface" ("lettuce opium") foi oficialmente introduzido como medicamento nos Estados Unidos a partir de 1799 e a sua formulação foi padronizada na United States Pharmacopeia de 1898. Em 1911 a mesma formulação foi introduzida no British Pharmaceutical Codex para confecção de drageias, tinturas e xaropes usados como antitússico para tosse irritável, e como sedativo suave e hipnótico para insónia.
A formulação padrão do lactucário prescrevia que fosse produzido a partir do látex de Lactuca virosa, mas foi demonstrado que o produto podia ser obtido da mesma forma, embora em menores quantidades, a partir de Lactuca sativa e Lactuca canadensis var. elongata e que o "ópio de alface" obtido das espécies Lactuca serriola e Lactuca quercina era de melhor qualidade.
No século XX dois importantes estudos científicos avaliaram a eficácia terapêutica do lactucário comercial, concluindo que não tinha efeitos mensuráveis. Em 1944, um estudo concluiu em relação ao lactucário comercial: «A medicina moderna considera uma superstição as suas qualidades indutoras do sono e a sua ação terapêutica como duvidosa ou nula». Outro estudo daquela época identificou como príncipios activos amargos da droga a lactucina e a lactucopicrina, mas observou que estes compostos presentes no látex fresco eram instáveis e não permaneciam activos em preparações comerciais lactucário. Em consequência dessses estudos, o "ópio alface" caiu em desuso até que as publicações do movimento hippie o começaram a promover em meados da década de 1970 como uma droga legal indutora de euforia. Nas novas formulações é às vezes misturada com erva-gateira (Nepeta cataria) ou damiana (Turnera diffusa).
Os princípios activos contidos no lactucário são a lactucina, lactucerina e a lactacina. Contém ainda quercetina, asparagina e vários oligoelementos (iodo, níquel, cobalto, cobre e manganês), sendo que os mais importantes parecem ser a lactucina e os seus derivados lactucopicrina e 11β13-di-hidrolactucina. Para estes últimos foi demonstrada actividade analgésica equivalente ou superior à do ibuprofeno em testes padrão de sensibilidade à dor em ratos de laboratório. A lactucina e a lactucopicrina também demonstraram actividade sedativa em medições dos movimentos espontâneos dos ratos de laboratório. Alguns destes efeitos foram atribuídos à pequena quantidade de hiosciamina presente em Lactuca virosa, mas análises químicas demonstraram que aquele alcalóide é indetectável no lactucário padrão.
Foi demonstrado que um extrato não purificado das sementes de alface (Lactuca sativa) tem efeitos analgésicos e anti-inflamatórios em testes-padrão de formalina e carragenina levados a cabo em ratos de laboratório. Não era tóxico para os ratos até uma dose de 6 gramas por quilograma de peso corporal.
O lactucário foi usado no seu estado natural (extraída da planta e apenas sujeito a secagem ao ar) sob a forma de drageias com 30-60 mg de lactucário, por vezes misturado com bórax. Contudo, foi considerado mais eficaz quando formulado sob a forma de xarope, designado na farmacopeia norte-americana como syrupus lactucarii, cuja composição prescrita era 5% lactucário, 22% glicerina, 5% álcool etílico e 5% água de flor de laranja, com açúcar a perfazer o total.
Embora o lactucário tenha desaparecido do uso geral como analgésico, o produto permanece disponível, sendo por vezes promovido como um psicotrópico legal. A semente de alface comum, Lactuca sativa, ainda é usado no Irão, a região nativa de Avicena, como um importante ingrediente na confecção de medicamentos usados na medicina popular.